# Daktari
Daktari (Swahili für „Arzt, Doktor“) ist eine US-amerikanische Fernsehserie, die in den Jahren 1966 bis 1969 von dem US-amerikanischen Tierfilmer Ivan Tors produziert wurde. Tors betreute auch schon die Serien Flipper, Abenteuer unter Wasser (Sea Hunt), Sprung aus den Wolken (Ripcord) und viele weitere.
Bei der deutschen Erstausstrahlung ab dem Jahr 1969 wurden die Folgen jeweils am Samstag um 17:45 Uhr im ZDF gesendet, gleichzeitig mit der ARD-Sportschau. Heute wird Daktari ab und zu auf privaten Kanälen wiederholt.

## Inhalt

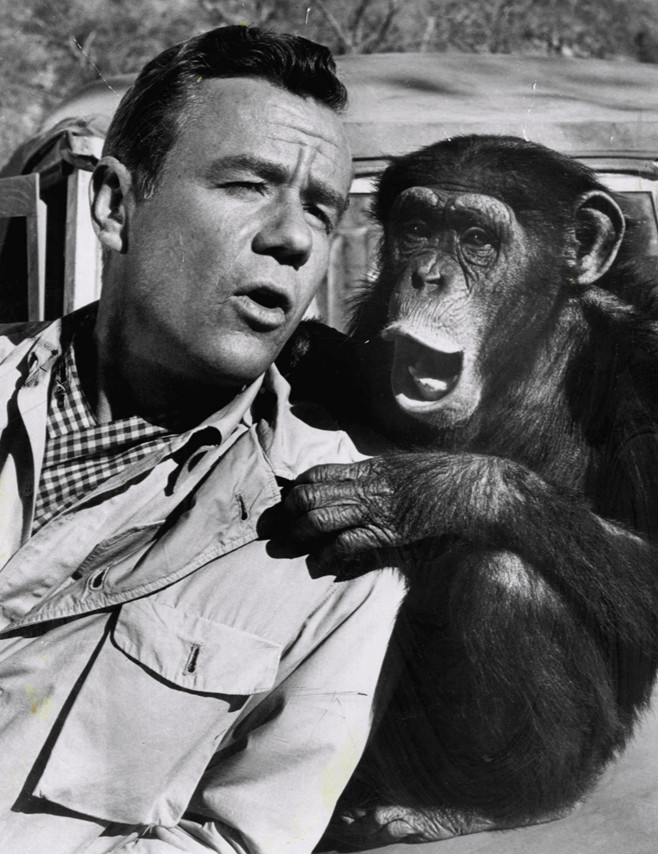
Marshall Thompson und Judy

Der US-amerikanische Tierarzt Dr. Marsh Tracy arbeitet in Afrika und unterhält die Wameru-Tierstation (Wameru Study Center for Animal Behaviour = Studiencenter für Tierverhalten) im gleichnamigen Schutzgebiet, in dem die Jagd verboten ist. Dabei helfen ihm seine Tochter Paula und die US-Amerikaner Jack Dane und Mike Makula. Unterstützung erhalten sie von dem britischen District Officer Hedley.
Die jeweils einstündigen, krimiartig aufgebauten Folgen drehen sich stets um den Tierschutz. Meist handeln sie vom Kampf gegen Wilderer und vom Schutz kranker Wildtiere.

## Tierische Hauptdarsteller
Unter den Hauptfiguren der Serie sind auch Tiere: Der schielende Löwe Clarence und die Schimpansin Judy waren Anfang der 1970er-Jahre in Deutschland vor allem bei Kindern populär.
In der Serie wurde Clarence bei einigen Szenen von einem anderen Löwen (Leo) gedoubelt, wenn Lastwagenszenen gedreht wurden, da Clarence vom Anblick dieser Fahrzeuge verschreckt wurde. Leo hatte seinen eigenen Make-up-Maskenbildner, der die Narben von Clarence so nachbildete, dass er von Clarence in Nahaufnahmen nicht zu unterscheiden war. Beide Löwen wurden von Tiertrainer Ralph Helfer ausgebildet.

## Synchronsprecher
Die Serie wurde bei der Beta-Technik in München nach Dialogbüchern und unter der Dialogregie von Klaus Kindler vertont.
| Rollenname              | Darsteller        | Sprecher                                                                                             |
| Dr. Marsh Tracy         | Marshall Thompson | Helmo Kindermann (1. Stimme) Klaus Kindler (2. Stimme)                                               |
| Paula Tracy             | Cheryl Miller     | Ursula Herwig (1. Stimme) Michaela Amler (2. Stimme)                                                 |
| Jack Dane               | Yale Summers      | Peter Lakenmacher (1. Stimme – ZDF) Volker Lechtenbrink (2. Stimme – ZDF) Axel Malzacher (3. Stimme) |
| Mike Makula             | Hari Rhodes       | Fred Klaus (1. Stimme) Frank Röth (2. Stimme)                                                        |
| District Officer Hedley | Hedley Mattingly  | Herbert Tiede (1. Stimme) Thomas Reiner (2. Stimme)                                                  |
| Bart Jason              | Ross Hagen        | Manfred Schott (1. Stimme) N. N. (2. Stimme)                                                         |

## Sonstiges
Die Hollywood-Firma MGM verwendete den Plot erstmals 1965 für den Spielfilm Clarence, der schielende Löwe (Clarence, the Cross-Eyed Lion, 1965), Regie: Andrew Marton, in dem ebenfalls Marshall Thompson und Cheryl Miller mitwirkten. Dann übernahm MGMs Fernsehabteilung die Idee und produzierte mit Tors die komplett in den USA gedrehte erfolgreiche Serie.
Die verwendeten Landschaftsaufnahmen entstanden fast vollständig auf einem Gelände in Kalifornien. Nur ab und zu wurden einige wenige authentische afrikanische Originalmotive in die Filme hineingeschnitten. Der Nachspann der Filme nennt als Drehort unter anderem Africa, U.S.A., ein etwa zwei Quadratkilometer großes Wildtierareal zirka 60 Kilometer nördlich von Los Angeles, das den Tiertrainern Ralph und Toni Helfer gehört. Die Innenaufnahmen entstanden komplett in den Studios von Ivan Tors in Florida.
Reales Vorbild für die Serie war die Tierärztin Susanne Hart, die erste weiße Tierärztin in Südafrika, über deren Leben unter dem Titel Daktari – Die wahre Geschichte (The Real Daktari, 2007) auch ein Dokumentarfilm entstand. Ende 2007 wurde Clarence, der schielende Löwe auf ARTE zusammen mit dem Dokumentarfilm ausgestrahlt.
Theodor W. Adorno, als Philosoph großer Kritiker verdummender Massenmedien, hatte eine private Leidenschaft für diese Serie.